# Primož Ulaga
Primož Ulaga (Liubliana, Yugoslavia, 20 de julio de 1962) es un deportista yugoslavo que compitió en salto en esquí. 
Participó en dos Juegos Olímpicos de Invierno, en los años 1984 y 1988, obteniendo una medalla de plata en Calgary 1988, en la prueba de trampolín grande por equipo (junto con Matjaž Zupan, Matjaž Debelak y Miran Tepeš).

## Palmarés internacional
| Juegos Olímpicos | Juegos Olímpicos | Juegos Olímpicos | Juegos Olímpicos |
| Año              | Lugar            | Medalla          | Prueba           |
| ---------------- | ---------------- | ---------------- | ---------------- |
| 1988             | Calgary (Canadá) | Medalla de plata | TG por equipos   |